# Melodee Spevack

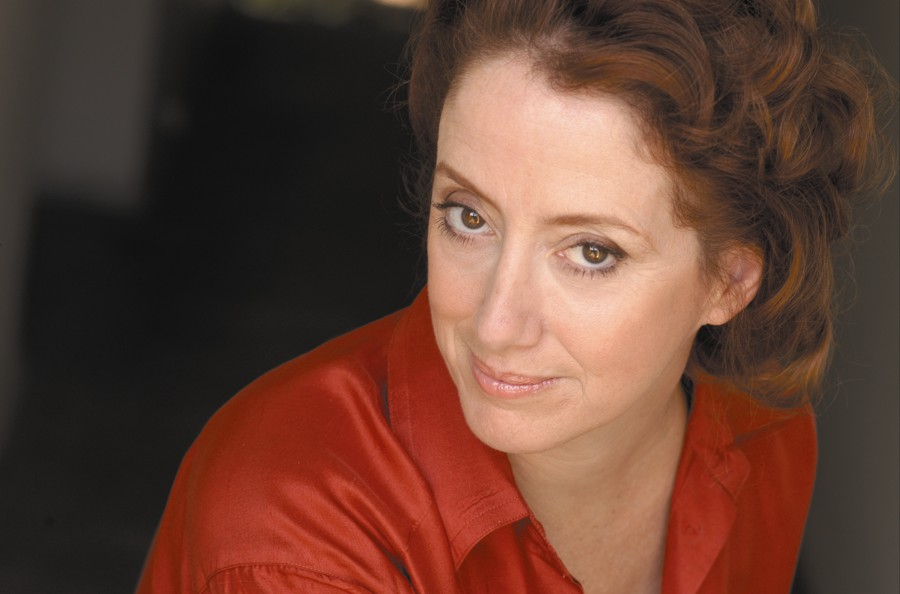
Melodee Spevack

Melodee M. Spevack, auch als Sonja S. Fox bekannt, (* 13. Oktober 1953 in Chicago, Illinois) ist eine US-amerikanische Synchronsprecherin, Schauspielerin und Stuntwoman.

## Leben
Spevack besuchte die University of Miami und schloss ihr Studium mit einem B.F.A. ab. Sie synchronisierte im Englischen zahlreiche Rollen in japanischen Anime und Anime-Fernsehserien. Ebenfalls sprach sie in einigen Computerspielen, darunter in Star Trek: Judgment Rites, für das sie zudem die Synchronregie übernahm.
Als Stuntwoman und Kampfchoreografin ist sie in Bühnenkampf, Fechten, Bogenschießen und Reiten geübt.
Ihr Schauspieldebüt gab Spevack 1977 im Film Selbstjustiz – Mein ist die Rache. Weitere Auftritte hatte sie unter anderem in dem 1988 erschienenen Horrorfilm Spellbinder – Ein teuflischer Plan und in dem Actionfilm East L.A. Warriors aus dem Jahr 1989. In beiden Filmen war sie auch als Stuntwoman tätig.

## Filmografie

### Als Synchronsprecherin
- 1957: Weltraum-Bestien (Chikyû Bôeigun) …als Etsukos Mutter
- 1987: Dôwa meita senshi Windaria …verschiedene Rollen
- 1987: Dirty Pair OVA (Miniserie) …verschiedene Stimmen
- 1988: Robotech II: The Sentinels …als Erdflotten-PA
- 1990: Dirty Pair: Verschwörung um Flug 005 (Original Dirty Pair: Flight 005 Conspiracy) …verschiedene Stimmen
- 1990: Dâti pea (Fernsehserie, eine Folge) …verschiedene Stimmen
- 1991: Fist of the North Star (Hokuto no Ken) …als Julia
- 1991: Kidô senshi Gundam F91 …als Mrs. Elm
- 1992: Tenchi Muyô! Ryô Ôki (Fernsehserie) …als Mikami Kuramitsu
- 1994: Magic Knight Rayearth (Majikku Naito Reiāsu, Fernsehserie) …als Lady Debonair
- 1994: Uchû no kishi Tekkaman Burêdo (Fernsehserie) …verschiedene Rollen
- 1995: Konchû monogatari minashigo Hutch (Fernsehserie) …als Hutchs Mutter
- 1995: Mizutani Kei: Insatsu no toriko …als T-69
- 1996: Rurôni Kenshin -Meiji kenkaku romantan (Fernsehserie) …als Kamatari
- 1996: Hana no onna sumô …als Hama
- 1996: Fushigi Yûgi: Memories First OAV …zusätzliche Stimmen
- 1997: Battle Athletes daiundôkai (Fernsehserie) …als Nerilian Queen
- 1997: Fushigi Yûgi: The Mysterious Play – Reflections OAV 2 …zusätzliche Stimmen
- 1997: Fushigi Yûgi: The Mysterious Play – Reflections OAV 3
- 1997, 2000: Xena – Die Kriegerprinzessin (Xena: Warrior Princess, Fernsehserie, 2 Folgen) …als Amazone
- 1998: Trigun (Fernsehserie)
- 1998: Cowboy Bebop (Kaubōi Bibappu’, Fernsehserie, eine Folge) …als V.T.
- 1998: Mayonaka no tantei Nightwalker (Fernsehserie, eine Folge) …verschiedene Rollen
- 1998: Flint Hammerhead (Fernsehserie) …verschiedene Rollen
- 1998: Kasei ryodan Danasight Four-Nine …zusätzliche Stimmen
- 1999: Wild ARMs: Twilight Venom (Fernsehserie) …als Cannon
- 1999: Hunt for the Sword Samurai (Miniserie) …als Miren
- 1999–2003: Digimon (Fernsehserie, 46 Folgen) …verschiedene Rollen
- 2000: Argento Soma (Fernsehserie) …als Commander Lana Ines
- 2001: Vandread (Fernsehserie)
- 2001: Robotic Angel (Metoroporisu) …zusätzliche Stimmen
- 2001: Mon Colle Knights (Fernsehserie) …verschiedene Rollen
- 2001: Mahô shôjo neko Taruto (Fernsehserie) …als Willow
- 2001: Cosmo Warrior Zero (Fernsehserie) …verschiedene Rollen
- 2002: Armitage: Dual Matrix …zusätzliche Stimmen
- 2002: Tenchi Muyô! GXP (Fernsehserie) …als Mikami Kuramitsu
- 2002: 12 kokuki (Fernsehserie) …als Yo-Ou Jokaku
- 2002: Saibôgu 009 (Fernsehserie, 8 Folgen) …verschiedene Rollen
- 2002: Jungle Wa Itsumo Hale Nochi Guu Deluxe …als Bel
- 2002: Space Pirate Captain Harlock: The Endless Odyssey (Miniserie) …verschiedene Rollen
- 2003: Bobobo-bo Bo-bobo (Fernsehserie) …als Torpedo Girl
- 2003: .hack//Legend of the Twilight (Fernsehserie, 12 Folgen) …als Kamui
- 2003: Last Exile (Fernsehserie) …als Fat Chicken
- 2003: Avenger (Fernsehserie) …als Cecil
- 2003: Takahashi Rumiko gekijô: Ningyo no mori (Fernsehserie) …verschiedene Rollen
- 2003: Geneshaft (Fernsehserie) …als Gloria
- 2004: Paranoia Agent (Mōsō Dairinin, Fernsehserie) …als Misae Ikari
- 2004: Samurai Champloo (Fernsehserie, eine Folge) …als Oryû
- 2004: Monster (Fernsehserie, 3 Folgen) …verschiedene Rollen
- 2004: Izo
- 2004: Star Trek: Enterprise (Fernsehserie, eine Folge)
- 2005: Tokyo Zombie …als Kiku
- 2009–2011: Star Trek: Henglaar, M.D. (Fernsehserie, 3 Folgen) …als Captain Dana Russell
- 2010: Space Dogs (Белка и Стрелка. Звёздные собаки)
- 2010: Star Trek: Odyssey (Miniserie, eine Folge) …als Vedek Winn Adami
- 2012: Friends: New Girl in Town (Fernsehfilm)

#### Computerspiele
- 1992: Star Trek: 25th Anniversary Enhanced …verschiedene Stimmen
- 1993: Star Trek: Judgment Rites …verschiedene Stimmen (auch Synchronregie)
- 1993: ClayFighter
- 1995: Stonekeep …verschiedene Stimmen (auch Synchronregie)
- 1996: Blood & Magic (nur Synchronregie)
- 1999: Might and Magic VII: For Blood and Honor
- 1999: Galerians
- 2000: Vampire: Die Maskerade – Redemption (Vampire: The Masquerade – Redemption)
- 2002: Neverwinter Nights …verschiedene Rollen
- 2003: Shin sangoku musô 3 …als Diao Chan
- 2003: Shin sangoku musô 3 mushôden …als Diao Chan
- 2004: Shin sangoku musô 3: Empires …als Diao Chan
- 2004: Shadow Hearts II …als Empress Alexandra
- 2005: Sakura Taisen Faibu -Saraba, Itoshiki Hito yo- …als Kokuryuhime
- 2005: Dungeons & Dragons: Dragonshard
- 2006: Baten kaitosu II: Hajimari no tsubasa to kamigami no shishi …als Yulfee
- 2006: Valkyrie Profile 2: Silmeria …als Lady Cleo
- 2006: ParaWorld …als Amazone
- 2006: Digimon World Data Squad …verschiedene Rollen
- 2007: Lost Odyssey …als Maia
- 2008: World of Warcraft: Wrath of the Lich King …verschiedene Rollen
- 2008: The Last Remnant
- 2009: Fainaru fantajî kurisutaru kuronikuru: Kurisutaru bearâ
- 2011: Rûn fakutorî ôshanzu …als Beatrix
- 2014: World of Warcraft: Warlords of Draenor

### Als Schauspielerin
- 1977: Selbstjustiz – Mein ist die Rache (Deadbeat)
- 1983: Die Jeffersons (The Jeffersons, Fernsehserie, Folge The Good Life)
- 1988: Spellbinder – Ein teuflischer Plan (Spellbinder)
- 1989: East L.A. Warriors
- 1989: Freddy’s Nightmares: A Nightmare on Elm Street – Die Serie (Freddy’s Nightmares, Fernsehserie, Folge Welcome to Springwood)
- 2001: Steven Spielberg’s Movie (Kurzfilm)
- 2001: Lady Cops – Knallhart weiblich (The Division, Fernsehserie, Folge Mothers and Daughters)
- 2003: The Mummy’s Kiss
- 2003: Anima (Kurzfilm)
- 2003: 30:13 (Kurzfilm)
- 2004: The Montana Boys (Kurzfilm)
- 2005: Balance (Kurzfilm)
- 2006: Chicxulub (Kurzfilm)
- 2006: Emily Higgens (Kurzfilm)
- 2007: Twisting Fate (Kurzfilm)
- 2007: Pain Within
- 2007: Never Say Macbeth
- 2007: Black Friday (The Kidnapping, Fernsehfilm)
- 2008, 2011: Star Trek: Odyssey (Miniserie, 3 Folgen)
- 2009: The Last of the Amazons (Fernsehfilm)
- 2010: Frontier Guard (Fernsehserie)

### Als Stuntwoman
- 1988: Spellbinder – Ein teuflischer Plan (Spellbinder)
- 1989: Der Denver-Clan (Dynasty, Fernsehserie, Folge Blasts from the Pasts) – Stuntdouble für Stephanie Beacham
- 1989: East L.A. Warriors
- 1990: Pentagramm – Die Macht des Bösen (The First Power) – Stuntdouble für Tracy Griffith
- 1991: Blue Heat – Hilf dir selbst oder stirb (Blue Desert)
- 1991: Palm Beach-Duo (Silk Stalkings, Fernsehserie) – Stuntdouble für Mitzi Kapture
- 1991: Critters 3 – Die Kuschelkiller kommen (Critters 3)
- 1993: Oink!
- 1994: Die Maske (The Mask) – Stuntdouble für Amy Yasbeck
- 2004: Plötzlich Prinzessin 2 (The Princess Diaries 2: Royal Engagement)
- 2005: Invasion (Fernsehserie)
- 2007: Forced Alliance (Kurzfilm, Kampfregie)
- 2007: Never Say Macbeth (Kampfchoreografie)